# Ramón Blanco y Erenas
Ramón Blanco y Erenas, marqués de Peña Plata (San Sebastián,15 de septiembre de 1833 – Madrid, 4 de abril de 1906) fue un militar español, capitán general de Navarra, Cuba, Filipinas y Cataluña.

## Biografía
Nació en San Sebastián en 1833.
El general Blanco llegó a Cuba por primera vez en 1858 desde donde pasa a Santo Domingo en 1861 y a las Filipinas entre 1866 y 1871.
Tuvo una activa participación en las Guerras Carlistas, en la que se destacó en los frentes Vasco, Navarro y Catalán gracias a lo cual obtiene el grado de Brigadier. Siendo capitán general de Navarra toma parte en la gran ofensiva de 1876 en el valle de Baztán, mérito que le valió el título de Marqués de Peña Plata.
En 1879 es nombrado capitán general de Cuba, durante este periodo de gobierno en Cuba tuvo que enfrentarse al levantamiento conocido como Guerra Chiquita, logrando pacificar nuevamente los campos cubanos. Regresa a España en 1881 donde fue nombrado esta vez capitán general de Cataluña y Extremadura.
Durante el Gobierno de Cánovas del Castillo en 1893 fue enviado a Filipinas como capitán general, donde permanece hasta 1896. Allí los extractos más conservadores de la sociedad lo acusaron de ser demasiado transigente con los independentistas. Fue senador  por la provincia de Barcelona de 1886 a 1890; senador vitalicio de 1891 a 1896 y por derecho propio de 1896 a 1907.
En 1897 en un último intento de España por conservar su principal provincia de ultramar, Cuba, creyendo utilizar sus dotes pacificadores, Sagasta lo nombra capitán general de Cuba, por segunda vez, sustituyendo al muy criticado Valeriano Weyler. Fue enviado a Cuba con la autonomía que los cubanos tanto habían pedido, sin embargo, ya era demasiado tarde, la intervención estadounidense en la guerra daría comienzo a la conocida guerra de Cuba, que decidiría el desenlace del conflicto cubano–español. Hubo de enfrentarse al testimonio de una guerra que estaba cada vez más cerca del fin, con la consiguiente derrota y la pérdida de las últimas posesiones españolas en América.
Falleció en Madrid en la madrugada del 4 de abril de 1906, aunque sus restos fueron posteriormente trasladados a Barcelona.